# Rimac Ampster
Rimac Ampster – elektryczny samochód sportowy klasy kompaktowej wyprodukowany przez chorwackie przedsiębiorstwo Rimac w 2012 roku.

## Historia i opis modelu
W 2012 roku chorwackie przedsiębiorstwo Rimac Automobili wykorzystało produkowany w pierwszej dekadzie XXI wieku egzemplarz niewielkiego samochodu sportowego Opel Speedster do budowy własnego, sportowego samochodu elektrycznego o nazwie Rimac Ampster. Okolicznością, w której pojawił się pomysł zbudowania pojazdu była kolizja spalinowego egzemplarza, podczas którego naprawy zdecydowano się zastąpić jego napęd w pełni elektrycznym.
Pod kątem wizualnym pojazd zyskał własne oznaczenia firmowe, a także naklejkę z numerem O1 i napis Rimac Automobili na drzwiach. Ampster został dopuszczony do ruchu ulicznego i zarejestrowany w chorwackim urzędzie, pozwalając na swobodne testowanie układu napędowego przeznaczonego do seryjnych modeli Rimaca. Podczas prac nad prototypem zdecydowano się także zamontować w kabinie pasażerskiej duży dotykowy ekran systemu multimedialnego.

### Sprzedaż
Rimac Ampster został zbudowany tylko w jednym egzemplarzu i nie został przeznaczony do seryjnej produkcji ani sprzedaży dla klientów prywatnych. Pojazd powstał wyłącznie w celu testowania elektrycznego układu napędowego w fazie rozwojowej.

### Dane techniczne
Układ napędowy Rimaca Ampster tworzy silnik elektryczny o mocy 242 KM i osiągający 460 Nm maksymalnego momentu obrotowego. Pozwala to osiągnąć 100 km/h w 3,4 sekundy i rozpędzić się do 220 km/h. Bateria o pojemności 21 kWh pozwala przejechać na jednym ładowaniu, które do pełna trwa 6 godzin, około 140 kilometrów.